# Dynastie Mahdide
1159–1174

La dynastie Mahdide (arabe : بني مهدي) étaient une dynastie du Yémen qui exerça brièvement le pouvoir entre 1159 et 1174.

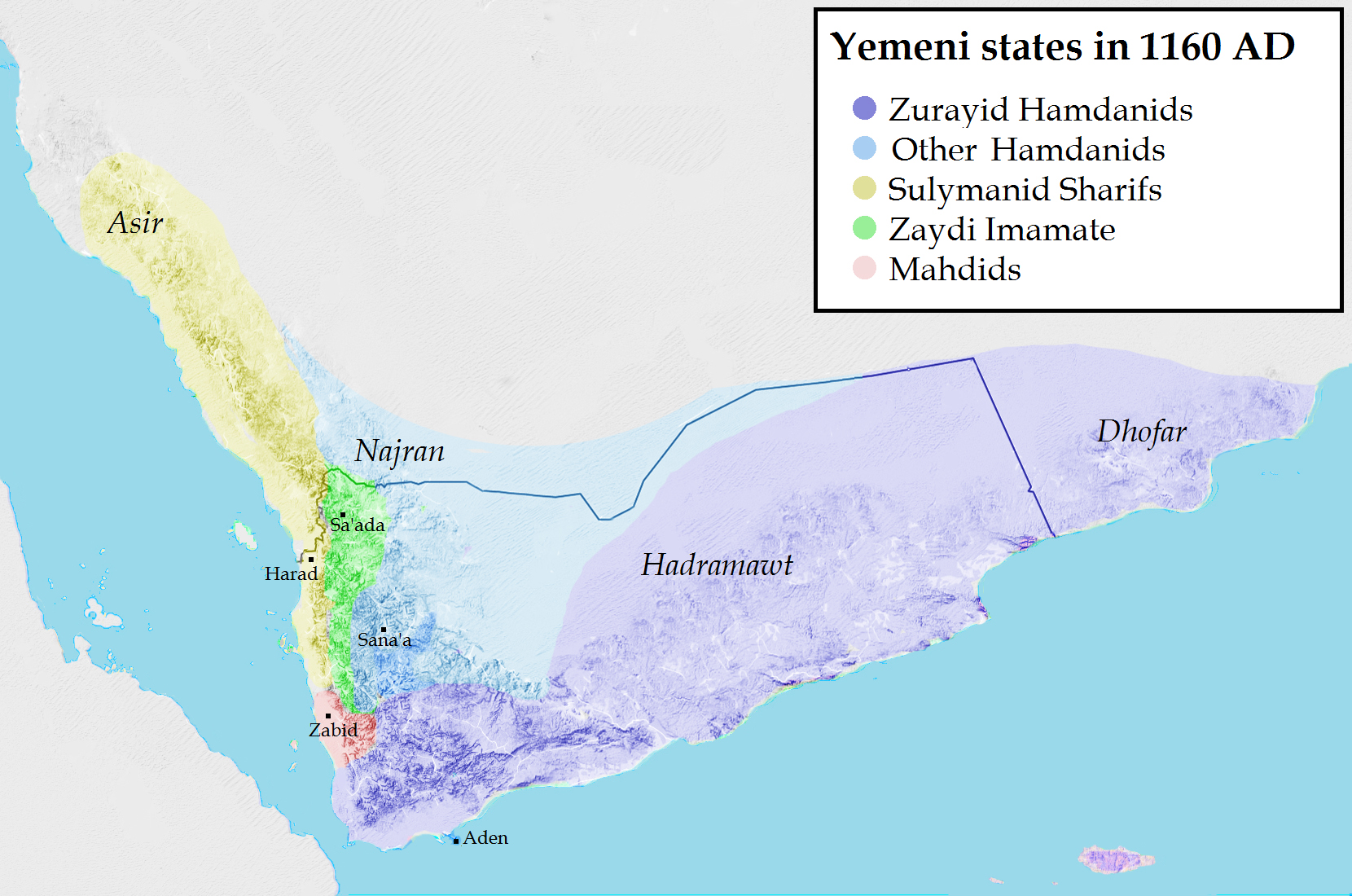
Les États du Yémen vers 1160 après J.-C.

## Origine du nom
Leur nom est dérivé de leur premier dirigeant, Ali bin Mahdi, né à Tihama.

## Conquête de Tihama
Ali bin Mahdi, à son tour, rattachait sa descendance aux anciens rois de Himyar. C'était une figure religieuse et largement voyageuse, qui accomplissait le hajj chaque année et rencontrait des érudits de tout le monde musulman. Entre 1136 et 1142, Ali bin Mahdi répandit ses idées religieuses dans la plaine de Tihama, qui à l'époque était gouvernée par les Najahides de Zabid. La reine najahide 'Alam fut d'abord attirée par ses enseignements et l'exempta même, lui et ses partisans, du paiement du kharaj. Ayant constitué une base de pouvoir, il rassembla une armée en 1143 et attaqua ses bienfaiteurs. Il tenta de conquérir la ville d’al-Kadrā, au nord de Zabid, mais échoua. Ali et ses partisans se retirèrent dans les montagnes, mais furent autorisés à revenir dans le royaume najahide en 1146, sur l'insistance de la reine 'Alam. Après la mort de la reine en 1150, une guerre dévastatrice éclata entre les Mahdides et les Najahides. Ali chercha ensuite à atteindre ses objectifs par des intrigues, sapant le régime najahide, alors dominé par les vizirs. Ses ambitions le menèrent à l'assassinat de la figure majeure najahide, Surūr al-Fātikī, en 1156. Les habitants de Zabid demandèrent de l'aide à l'imam zaydi Al-Mutawakkil Ahmad (en) en 1158 pour faire face à la menace aiguë des Mahdides et promirent de le reconnaître comme leur seigneur. Le dernier dirigeant najahide, al-Fatiq III, fut assassiné peu après, soit par l'imam, soit par ses propres gardes. Cependant, l'imam ne parvint pas à rester longtemps à Zabid et se retira. Ali bin Mahdi s'établit dans la ville mais mourut peu après, en 1159.

## Règne des Mahdides
Ali bin Mahdi fut remplacé par son fils Mahdi bin Ali, qui régna peut-être en co-gouvernance avec son frère cadet Abd an-Nabi. Les fils d'Ali consolidèrent les relations de pouvoir dans la région de Tihama. Une paix avantageuse fut conclue avec les Zurayides d'Aden. En même temps, les Mahdides attaquèrent d'autres régions du sud, telles que Lahij et Abyan, pour obtenir des butins. Mahdi bin Ali mourut en 1163 et son frère Abd an-Nabi prit le contrôle total. Il était réputé pour être un seigneur extrêmement strict, imposant la peine de mort à quiconque s'opposait à ses enseignements, ainsi qu'en cas de consommation d'alcool, de chant et de relations sexuelles illicites (bien que d'autres sources suggèrent qu'il était lui-même un ivrogne et un débauché). Il défendait des principes égalitaires de propriété commune au sein de la communauté. Les historiens musulmans le dénoncent généralement comme un brigand à moitié fou, avec des ambitions de domination mondiale.

## Conquête ayyubide
Abd an-Nabi poursuivit la politique expansionniste de la dynastie, attaquant les Sulaymanides dans le nord de Tihama, dont les territoires furent annexés. Les villes de Ta'izz et Ibb tombèrent en 1164, et Aden fut assiégée la même année. Les Zurayides d'Aden s'allient avec le sultan hamdanide de Sanaa en 1172. Ensemble, ils parvinrent à vaincre les forces mahdides en 1173. Abd an-Nabi se retira à Zabid. Peu après ces événements, le prince ayyoubide Turan Shah mena une expédition en Arabie du Sud. L'un des motifs de l'invasion du Yémen par les Ayyoubides était apparemment la position des Mahdides, considérés comme des hérétiques et associés par des observateurs extérieurs aux Kharijites. De plus, ils avaient cessé de mentionner le calife abbasside dans la prière du vendredi, ce qui les rendait un objet légitime de conquête. Turan Shah trouva un allié disposé en les Sulaymanides, dont le dirigeant avait été tué par les Mahdides neuf ans auparavant. Les troupes ayyoubides envahirent rapidement la majeure partie du Yémen et prirent Zabid le 13 mai 1174. La ville fut pillée et Abd an-Nabi ainsi que son frère Ahmad furent faits prisonniers. Tous deux furent étranglés en 1176, probablement en raison d'une tentative de restaurer le pouvoir mahdide, et avec eux, la brève ère des Mahdides prit fin[réf. nécessaire].
Les Mahdides furent, après les sultans hamdanides, les zurayides et les Sulaymanides, la quatrième dynastie yéménite à être supplantée par les Ayyoubides.